# Reserva Extrativista da Mata Grande
A Reserva Extrativista da Mata Grande é uma unidade de conservação federal do Brasil categorizada como reserva extrativista e criada por Decreto Presidencial em 20 de maio de 1992 numa área de 10.450 hectares no estado do Maranhão, na região da bacia tocantina.
Têm como objetivos: garantir a preservação dos babaçuais e assegurar o acesso sustentável a esse recurso pelas comunidades locais. Algumas dessas comunidades são os povoados Cumaru no município de Senador Lar Rocque, São Raimundo, Água Viva, Vila São Luis, Alto do Maurício e Mata Grande em Davinópolis. Os moradores estão organizados na Associação dos Trabalhadores Rurais da Mata Grande (ATRAMAG).
A reserva apresenta vegetação típica da Floresta Amazônica -Floresta Ombrófila Densa (vegetação secundária e atividades agrícolas) e Floresta Estacional Decidual (vegetação secundária e atividades agrícolas), em uma área de transição para o Cerrado. A fauna é representada pelo: martim pescador, jaçanã, gavião-mateiro, garça, onça pintada, paca, cutia, etc.
A principal atividade exercida pelos seus habitantes é a comercialização da amêndoa do babaçu, extraída pelas quebradeiras de coco babaçu. A agricultura familiar de subsistência também tem grande relevância, com o plantio de arroz, feijão, milho e mandioca, para o consumo interno.